# Keane
Keane («Кін») — британський рок-гурт. Заснований у 1995 році під назвою «Lotus Eaters» (англ. «Лотофаги») у Баттлі (графство Східний Сассекс). У 1997 взяв сьогоднішню назву. Широку популярність гурт отримав у 2003 році, а перший альбом вийшов лише 2004 року. Відмінною особливістю звучання є нетипова для рок-музики ситуація, коли головним інструментом виступає не гітара, а клавішні.

## Історія
Спочатку гурт називався «The Lotus Eaters»: під цією назвою у 1995 році в провінційному Баттлі зібрались друзі Тім Райс-Окслі (клавішні, бас-гітара, бек-вокал) та Річард Г'юз (ударні), трішки пізніше до них приєднався Домінік Скотт (гітара, фронтмен). В цей час вони були кавер-гуртом; виконували хіти «U2», «Oasis», та «The Beatles». У 1997 році обов'язки лід-вокаліста взяв на себе друг дитинства Райса-Окслі Том Чаплін. За його ініціативою гурт був перейменований в «Cherry Keane», за іменем подруги його матері, згодом назву скоротили до прізвища.
Гурт виступав у пабах, але великого успіху не мав. На початку 2000 року за власні кошти учасники записали дебютний сингл Call Me What You Like, всі 500 дисків якого були розпродані у пабах. Через рік всього у 50 копіях був записаний другий сингл Wolf at the Door. Майбутній успіх колективу уявлявся Скотту малоймовірним і у 2001 році він залишив гурт аби закінчити університет.
На щастя для тих, хто залишився, їх помітив французький продюсер Джеймс Сангер та запропонував їм записати декілька пісень у студії на його батьківщині. Водночас втрата лід-гітариста підштовхнула гурт використовувати як провідний інструмент фортепіано. Записавши декілька пісень, під кінець 2001 року гурт повернувся в Англію, але продажі виявились невеликими, і «Keane» вирішили продовжити звичну концертну діяльність.
На одному з таких концертів їх побачив Саймон Вільямс, власник невеликого лейбла «Fierce Panda». Він запропонував записати сингл, і обрана задля цієї мети пісня Everybody's Changing принесла гурту нечувану популярність. Її успіх на радіо дозволив підписати контракт із лейблом «Island Records», на якому «Keane» зрештою записали свій дебютний альбом.

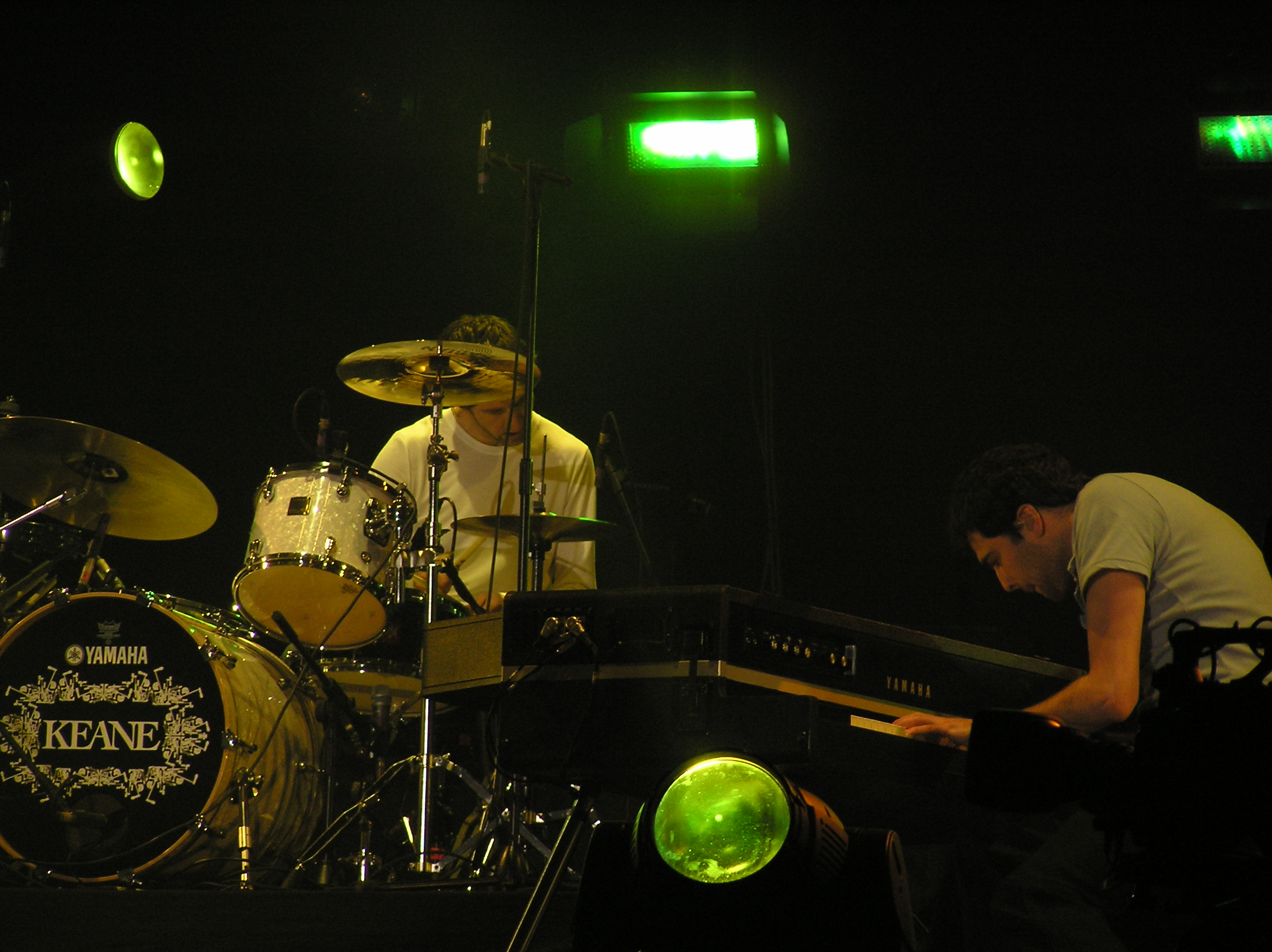
Г'юз і Райс-Окслі на сцені Tsunami Relief Cardiff, 2005 рік

В опитуванні BBC респонденти назвали «Keane» найперспективнішим гуртом майбутнього 2004 року. Сингл Somewhere Only We Know дістався третього місця UK Singles Chart, альбом «Hopes and Fears» у травні очолив UK Albums Chart, а за підсумками року посіли друге місце за продажем у королівстві. Гурт вирушив у річне світове турне, в рамках якого також виступили на розігріві у «U2». У квітні 2005 року учасники почали роботу над другим альбомом, який записувався у Східному Сассексі та США.
У червні 2006 році «Under the Iron Sea» був виданий і ввійшов у найкращі десятки рейтингів продаж багатьох країн світу. Перед виходом альбому у травні почалось турне на його підтримку, але в серпні Чаплін потрапив у клініку через нарко- та алкогольну залежність; тур відновився зимою. У 2007 році учасники оголосили про запис третього альбому, в якому вони хотіли трішки змінити звучання; на роль бас-гітариста у студію був запрошений Джессі Квін.
У жовтні 2008 році «Perfect Symmetry» з'явився на полицях, і, як і попередні альбоми гурту, очолив UK Albums Chart і став платиновим. Жоден з синглів альбому не потрапив в першу двадцятку UK Singles Chart, але, за висловами деяких видань, зокрема журналу Q, саме «Perfect Symmetry» став найкращим альбомом групи, а однойменний трек — найкращим синглом 2008 року. У травні 2010 року гурт випустив міні-альбом «Night Train», у запису деяких треків якого взяли участь японка Tigarah та канадський репер K'naan. У лютому 2011 року в склад гурту був офіційно включений Джессі Квін, що працював із «Keane» протягом попередніх трьох років.

## Склад

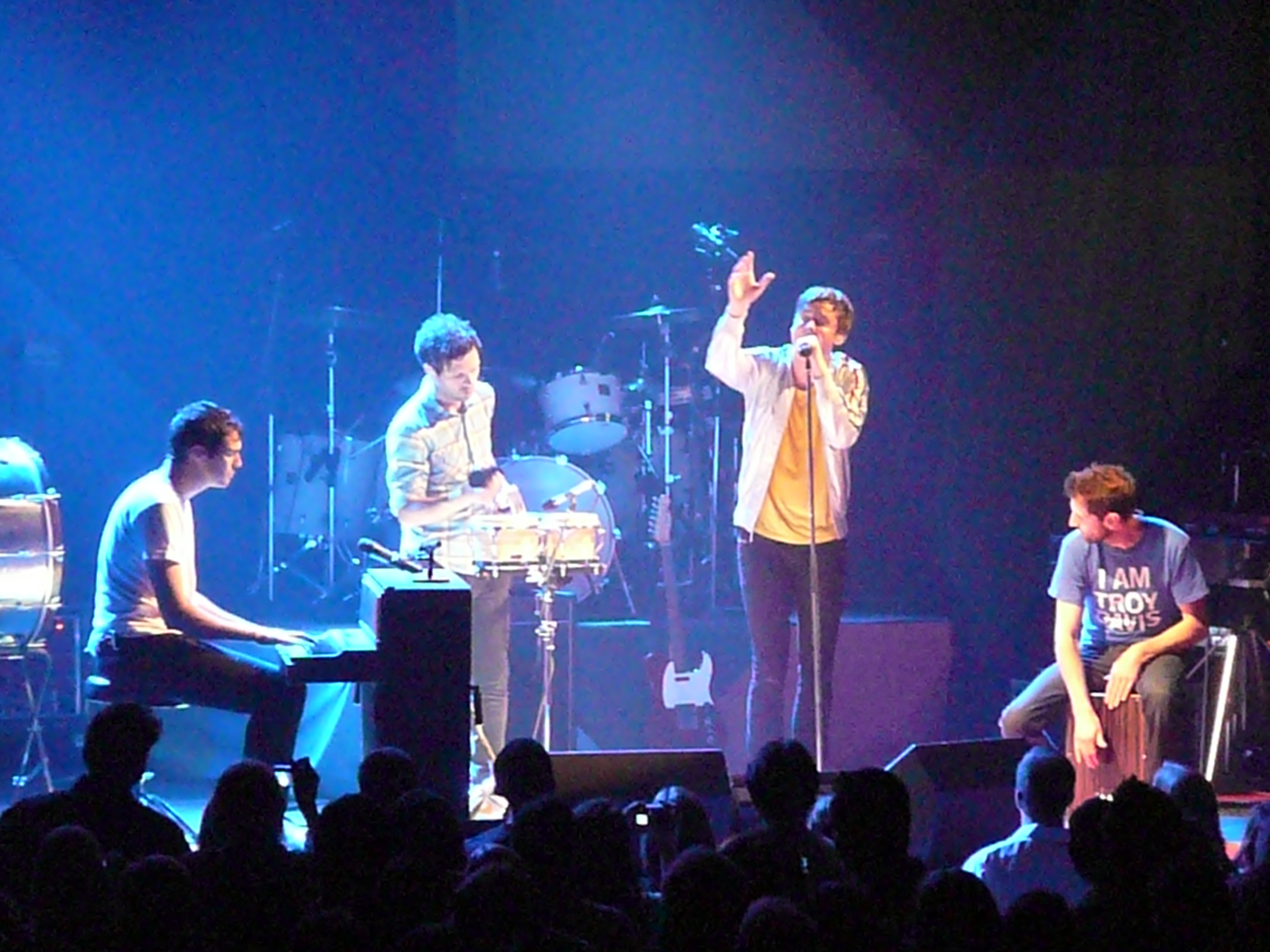
Концерт у Вашингтоні, 2009 рік

- Том Чаплін — вокал, клавішні, гітара
- Тім Райс-Окслі — фортепіано, клавішні, бас, бек-вокал
- Річард Г'юз — ударні
- Джессі Квін — бас, гітара, бек-вокал

### Колишні учасники
- Домінік Скотт — із 1995 по 2001 рік — гітара, клавішні, вокал.

## Дискографія

### Студійні альбоми
- Hopes and Fears — 2004
- Under the Iron Sea — 2006
- Perfect Symmetry — 2008
- Strangeland — 2012

### Міні-альбом
- Live Recordings 2004 — 2005
- Retrospective EPs — 2008
- The Cherrytree Sessions — 2009
- Night Train — 2010
- iTunes Festival: London 2010 — 2010
- Amazon Artist Lounge: Keane Live from London — 2013

### Живі альбоми
- Live 06 — 2006
- Live Recordings: European Tour 2008 — 2008

### Збірки
- The Best of Keane — 2013